# Calyptella gibbosa
Calyptella gibbosa är en svampart som tillhör divisionen basidiesvampar, och som först beskrevs av Joseph-Henri Léveillé, och fick sitt nu gällande namn av Lucien Quélet. Calyptella gibbosa ingår i släktet Calyptella, och familjen Chromocyphellaceae. Arten är reproducerande i Sverige.